# Rivista Teresianum
Rivista Teresianum è una rivista della Pontificia Facoltà Teologica Teresianum redatta da autori di varie nazionalità e destinata a una diffusione internazionale; offre studi di teologia, di storia della Chiesa, di spiritualità e di contenuto biblico, come pure una selezione di note su diverse questioni concernenti gli stessi temi e una raccolta di recensioni.
Esce dal 1947 (fino al 1981 come Ephemerides Carmeliticae e a partire dal 1982 - quarto centenario della morte di santa Teresa d'Avila - come Teresianum) con due fascicoli all'anno.

## Direttori
Professori della Facoltà Teologica (1947-1963)

Tomás de la Cruz (Álvarez), O.C.D. (1963-1966)

Federico Ruiz Salvador, O.C.D. (1967-1973)

Eulogio Pacho, O.C.D. (1974-1982)

Virgilio Pasquetto, O.C.D. (1983-2006)

Silvio José Báez Ortega, O.C.D. (2006-2008)

Denis Chardonnens, O.C.D. (2009-2014)

Christof Betschart, O.C.D. (2014-2019)

Lukasz Strzyż-Steinert, O.C.D. (2019-)

## Sito internet
Sito ufficiale